# مجلة صعوبات التعلم الفصلية
مجلة الإعاقة التعليمية الفصلية (بالإنجليزية: Learning Disability Quarterly) هي دورية أكاديمية محكّمة تُنشر كل ثلاثة أشهر، وتُعنى بمجال التعليم الخاص. رئيسة تحرير المجلة هي ديان براينت. أُسست المجلة في عام 1978، وتصدر عن دار ساج للنشر لصالح معهد هاميل للإعاقات.

## الفهرسة والاستخلاص
تُفهرس المجلة وتُستخلص في مركز معلومات مصادر التعلم ERIC وفهرس الاقتباس في العلوم الاجتماعية. وفقًا لتقارير الاقتباس من الدوريات العلمية لعام 2017 (تقارير الاستشهاد بالمجلات الأكاديمية)، بلغ معامل التأثير الخاص بها 2.132، ما يجعلها تحتل المرتبة الخامسة من بين 40 مجلة في فئة "التعليم الخاص"، والمرتبة التاسعة من أصل 69 مجلة في فئة "التأهيل".

## روابط خارجية
- الموقع الرسمي
- معهد هاميل للإعاقات